# Egyptian Premier League 2010/11
Die Egyptian Premier League 2010/11 war die 54. Saison der Egyptian Premier League, der höchsten ägyptischen Meisterschaft im Fußball seit deren Einführung im 1948/49.
Die Aufsteiger aus der Egyptian Second Division 2009/10 waren Wadi Degla FC, Smouha Sporting Club und Misr El-Makasa. Nicht mehr in Ägyptens höchster Spielklasse vertreten sind Ghazl El Mahalla SC, El Mansoura SC und Asyut Petroleum. Titelverteidiger ist al Ahly Kairo.

## Modus
Die Meisterschaft wurde von den 16 Mannschaften im Ligasystem ausgetragen, wobei jede Mannschaft zweimal gegen jede andere Mannschaft spielte.

## Teilnehmende Mannschaften
Insgesamt nahmen seit 1948/49 64 verschiedene Mannschaften an der Meisterschaft teil, jedoch gelang es nur al Ahly Kairo und al Zamalek SC, an allen Meisterschaften teilzunehmen.
Folgende 16 Mannschaften nahmen in der Saison 2010/11 an der Egyptian Premier League teil:
| Mannschaft             | Ort        | Stadion                        | Kapazität |
| ---------------------- | ---------- | ------------------------------ | --------- |
| al Ahly Kairo          | Kairo      | Cairo International Stadium    | 74.100    |
| al-Ittihad Al-Sakndary | Alexandria | Alexandria Stadium             | 13.660    |
| al-Masry               | Port Said  | Port-Said-Stadion              | 17.988    |
| al Mokawloon Al Arab   | Kairo      | Osman Ahmed Osman Stadium      | 35.000    |
| El-Entag El-Harby      | Kairo      | Al-Salam Stadium               | 30,000    |
| El Gouna FC            | Hurghada   | El Gouna Stadium               | 30.000    |
| ENPPI Club             | Kairo      | Petro Sport Stadium            | 25.000    |
| Haras El-Hodood SC     | Alexandria | Haras El Hedood Stadium        | 22.000    |
| Ismaily SC             | Ismailia   | Ismailia Stadium               | 18.525    |
| Ittihad El-Shorta      | Kairo      | Police Academy Stadium         | 22.000    |
| Misr El-Makasa         | Fayoum     | Fayoum Stadium                 | 10,000    |
| Petrojet FC            | Sues       | Suez Stadium                   | 25.000    |
| Smouha Sporting Club   | Alexandria | Alexandria Stadium             | 13.660    |
| Tala’ea El-Gaish SC    | Kairo      | Gehaz El Reyada Stadium        | 22.000    |
| Wadi Degla FC          | Kairo      | Cairo Military Academy Stadium | 22,000    |
| al Zamalek SC          | Gizeh      | Cairo International Stadium    | 74,100    |

## Persönliches und Sponsoring
| Mannschaft             | Trainer            | Kapitän             | Ausrüster | Hauptsponsor   |
| ---------------------- | ------------------ | ------------------- | --------- | -------------- |
| al Ahly Kairo          | Manuel José        | Hossam Ghaly        | adidas    | Etisalat Egypt |
| al-Ittihad Al-Sakndary | Mohamed Amer       | Ibrahim El Shayeb   | Diadora   | McDonald’s     |
| al-Masry               | Taha Basry         | Ahmed Fawzi         | Umbro     | MTS Egypt      |
| al Mokawloon Al Arab   | Mohammed Radwan    | Mohammed El Akabawy | Diadora   | McDonald’s     |
| El-Entag El-Harby      | Osama Orabi        | Hazem Fathi         | Diadora   | McDonald’s     |
| El Gouna FC            | Anwar Salama       | —                   | Umbro     | Mobinil        |
| ENPPI Club             | Stojtscho Mladenow | Adel Moustafa       | Nike      | McDonald’s     |
| Haras El-Hodood SC     | Tarek El Ashry     | Mohamed Halim       | Diadora   | McDonald’s     |
| Ismaily SC             | Emad Soliman       | Mohamed Homos       | BURRDA    | —              |
| Ittihad El-Shorta      | Talaat Youssef     | —                   | Nike      | McDonald’s     |
| Misr El-Makasa         | Tarek Yehia        | Hassan Kondi        | Legea     | McDonald’s     |
| Petrojet FC            | Helmi Toulan       | —                   | Umbro     | McDonald’s     |
| Smouha Sporting Club   | Hamza El Gamal     | Besheer El-Tabei    | Diadora   | McDonald’s     |
| Tala’ea El-Gaish SC    | Farouk Gaafar      | Ernest Papa Arko    | Diadora   | McDonald’s     |
| Wadi Degla FC          | Walter Meeuws      | Mohamed Kawarshy    | JAKO      | WADI DEGLA     |
| al Zamalek SC          | Hossam Hassan      | Abdelwahed El-Sayed | adidas    | Royal Ceramic  |

## Tabelle
| Pl.                             | Verein                   | Sp. | S  | U  | N  | Tore    | Diff. | Punkte |
| ------------------------------- | ------------------------ | --- | -- | -- | -- | ------- | ----- | ------ |
| 1.                              | al Ahly Kairo (M)        | 30  | 16 | 13 | 1  | 047:270 | +20   | 61     |
| 2.                              | al Zamalek SC            | 30  | 15 | 11 | 4  | 049:320 | +17   | 56     |
| 3.                              | Ismaily SC               | 30  | 14 | 7  | 9  | 048:330 | +15   | 49     |
| 4.                              | Ittihad El-Shorta        | 30  | 12 | 11 | 7  | 031:230 | +8    | 47     |
| 5.                              | ENPPI Club               | 30  | 13 | 8  | 9  | 037:300 | +7    | 47     |
| 6.                              | Misr El-Makasa (N)       | 30  | 10 | 15 | 5  | 041:280 | +13   | 45     |
| 7.                              | al-Masry                 | 30  | 10 | 13 | 7  | 028:220 | +6    | 43     |
| 8.                              | Haras El-Hodood SC (C)   | 30  | 11 | 6  | 13 | 040:390 | +1    | 39     |
| 9.                              | Tala’ea El-Gaish SC      | 30  | 8  | 12 | 10 | 025:310 | −6    | 36     |
| 10.                             | Petrojet FC              | 30  | 9  | 8  | 13 | 031:310 | ±0    | 35     |
| 11.                             | El Gouna FC              | 30  | 8  | 10 | 12 | 026:330 | −7    | 34     |
| 12.                             | Wadi Degla FC (N)        | 30  | 9  | 6  | 15 | 039:490 | −10   | 33     |
| 13.                             | El-Entag El-Harby        | 30  | 7  | 12 | 11 | 033:440 | −11   | 33     |
| 14.                             | al-Ittihad Al-Sakndary   | 30  | 7  | 9  | 14 | 036:510 | −15   | 30     |
| 15.                             | Smouha Sporting Club (N) | 30  | 6  | 10 | 14 | 033:450 | −12   | 28     |
| 16.                             | al Mokawloon Al Arab     | 30  | 5  | 9  | 16 | 027:460 | −19   | 24     |
| Stand: 11. Juli 2011 (Endstand) |                          |     |    |    |    |         |       |        |

| (M) | amtierender Meister   |
| (C) | amtierender Cupsieger |
| (N) | Neuaufsteiger         |

## Kreuztabelle
| 2011/12 Stand: 11. Juli 2011 (Endstand) |     | ENPPI Club | El-Entag El-Harby | Tala’ea El-Gaish SC | El Gouna FC | Haras El-Hodood SC |     | al-Ittihad Al-Sakndary |     | Misr El-Makasa | al Mokawloon Al Arab | Petrojet FC | Ittihad El-Shorta | Smouha Sporting Club | Wadi Degla FC | al Zamalek SC |
| --------------------------------------- | --- | ---------- | ----------------- | ------------------- | ----------- | ------------------ | --- | ---------------------- | --- | -------------- | -------------------- | ----------- | ----------------- | -------------------- | ------------- | ------------- |
| al Ahly Kairo                           |     | 3:2        | 2:2               | 1:0                 | 1:0         | 2:1                | 2:1 | 1:0                    | 1:1 | 2:2            | 1:1                  | 2:0         | 0:0               | 2:2                  | 1:0           | 0:0           |
| ENPPI Club                              | 1:2 |            | 3:2               | 1:0                 | 1:0         | 2:1                | 0:0 | 2:0                    | 0:0 | 1:1            | 2:1                  | 1:3         | 0:1               | 1:1                  | 3:1           | 3:1           |
| El-Entag El-Harby                       | 1:2 | 0:0        |                   | 0:0                 | 1:0         | 1:4                | 1:1 | 2:1                    | 0:0 | 2:1            | 1:1                  | 3:2         | 2:3               | 1:0                  | 1:1           | 1:3           |
| Tala’ea El-Gaish SC                     | 0:1 | 0:2        | 0:0               |                     | 2:1         | 1:2                | 1:0 | 3:1                    | 1:1 | 0:0            | 2:1                  | 1:0         | 1:0               | 0:1                  | 2:1           | 2:2           |
| El Gouna FC                             | 1:1 | 2:1        | 1:0               | 2:2                 |             | 2:0                | 2:3 | 0:2                    | 2:1 | 2:2            | 2:1                  | 1:0         | 0:0               | 1:0                  | 0:2           | 2:1           |
| Haras El-Hodood SC                      | 0:3 | 2:3        | 1:1               | 1:1                 | 3:1         |                    | 2:0 | 0:2                    | 1:0 | 0:1            | 1:1                  | 3:1         | 1:0               | 1:0                  | 1:0           | 2:2           |
| Ismaily SC                              | 3:1 | 2:1        | 5:0               | 3:1                 | 2:1         | 3:2                |     | 2:0                    | 0:0 | 1:1            | 0:1                  | 1:1         | 4:1               | 3:2                  | 1:0           | 0:0           |
| al-Ittihad Al-Sakndary                  | 2:2 | 1:0        | 3:6               | 0:1                 | 0:0         | 2:1                | 1:3 |                        | 3:1 | 1:1            | 3:2                  | 2:3         | 0:0               | 0:3                  | 0:2           | 1:1           |
| al-Masry                                | 0:0 | 1:0        | 1:0               | 2:1                 | 1:1         | 1:0                | 2:0 | 2:2                    |     | 1:0            | 0:0                  | 0:0         | 0:0               | 1:3                  | 2:0           | 2:0           |
| Misr El-Makasa                          | 1:1 | 1:0        | 0:0               | 1:1                 | 0:0         | 1:1                | 0:0 | 4:0                    | 1:1 |                | 2:0                  | 3:1         | 1:1               | 2:0                  | 6:2           | 3:4           |
| al Mokawloon Al Arab                    | 1:5 | 1:2        | 2:3               | 0:0                 | 0:0         | 0:1                | 2:1 | 1:1                    | 1:1 | 0:2            |                      | 0:1         | 0:0               | 2:1                  | 0:3           | 2:3           |
| Petrojet FC                             | 0:1 | 1:1        | 1:0               | 2:2                 | 1:0         | 3:0                | 0:1 | 1:1                    | 0:1 | 2:1            | 1:3                  |             | 0:0               | 1:0                  | 1:1           | 1:2           |
| Ittihad El-Shorta                       | 1:2 | 0:1        | 3:0               | 2:0                 | 1:0         | 1:0                | 2:1 | 0:0                    | 2:0 | 3:0            | 2:0                  | 1:1         |                   | 1:1                  | 1:0           | 1:3           |
| Smouha Sporting Club                    | 1:1 | 0:0        | 3:2               | 1:1                 | 0:0         | 2:2                | 2:4 | 2:4                    | 2:1 | 0:1            | 0:2                  | 0:1         | 1:1               |                      | 2:2           | 1:3           |
| Wadi Degla FC                           | 1:2 | 2:3        | 0:0               | 2:0                 | 3:1         | 0:5                | 2:1 | 1:0                    | 0:4 | 1:1            | 4:1                  | 4:2         | 2:3               | 1:2                  |               | 0:2           |
| al Zamalek SC                           | 2:2 | 0:0        | 0:0               | 0:0                 | 1:1         | 2:1                | 3:2 | 4:3                    | 1:0 | 0:1            | 1:0                  | 2:0         | 2:0               | 3:0                  | 1:1           |               |

## Torschützenliste
| Pl.                             | Name               | Mannschaft           | Tore |
| ------------------------------- | ------------------ | -------------------- | ---- |
| 01.                             | Ahmed Abd El-Zaher | ENPPI Club           | 13   |
| 01.                             | Shikabala          | al Zamalek SC        | 13   |
| 03.                             | Ahmed Eid          | Haras El-Hodood SC   | 11   |
| 03.                             | Godwin Attram      | Smouha Sporting Club | 09   |
| 03.                             | Ahmed Gaafar       | al Zamalek SC        | 09   |
| 03.                             | Ahmed Hassan Mekky | Haras El-Hodood SC   | 09   |
| 03.                             | Ene Otobong        | Ittihad El-Shorta    | 09   |
| 07.                             | Mohamed Abou Trika | al Ahly Kairo        | 08   |
| 07.                             | Gedo               | al Ahly Kairo        | 08   |
| 07.                             | Abdalla El Said    | Ismaily SC           | 08   |
| 07.                             | Ashour El Takky    | Wadi Degla FC        | 08   |
| 07.                             | Hussein Hamdy      | Misr El-Makasa       | 08   |
| 07.                             | Kwabena Yaro       | El-Entag El-Harby    | 08   |
| Stand: 11. Juli 2011 (Endstand) |                    |                      |      |